# Heinrich Trettner
Heinrich "Heinz" Trettner (19 de septiembre de 1907 - 18 de septiembre de 2006) fue un general alemán que sirvió en la Guerra Civil Española, la Segunda Guerra Mundial y la Guerra Fría. De 1964 a 1966, sirvió como Inspector General de la Bundeswehr, el jefe del ejército de la República Federal de Alemania. Trettner murió en 2006 un día antes de cumplir 99 años. Fue el último general que quedaba vivo de la Wehrmacht.